# 9521 Martinhoffmann
9521 Martinhoffmann è un asteroide della fascia principale. Scoperto nel 1980, presenta un'orbita caratterizzata da un semiasse maggiore pari a 2,2608163 au e da un'eccentricità di 0,1448882, inclinata di 4,10386° rispetto all'eclittica.
L'asteroide è dedicato all'astronomo tedesco Martin Hoffmann.